# Fénétrange
Fénétrange (Duits: Finstingen) is een gemeente in het Franse departement Moselle in de regio Grand Est. De gemeente telde 648 inwoners op 1 januari 2022.

## Geschiedenis
Vinstringen werd voor het eerst vermeld in een document uit 1070, had een munt en was toen eigendom van het kapittel van Reimersberg, maar werd betwist door het bisdom Metz. Finstingen had al in 1382 een versterkte burcht en was tot het einde van de 15e eeuw de hoofdstad van een heerschappij van de graven van Saarwerden, die een vrij leengoed van het rijk was. De heren van Festingen oefenden al sinds de middeleeuwen invloed uit in de regio. In 1439 bezat Hans von Finstingen de heerlijkheid. De laatste mannelijke telg van de familie, Johann von Finstingen, stierf aan het eind van de 15e eeuw. Via zijn dochters ging de heerschappij deels over naar de familie van Salm, deels naar Franse magnaten, en uiteindelijk in 1665 naar hertog Karl Heinrich van Lotharingen.
De gemeente maakte voor 2015 deel uit van het arrondissement Sarrebourg en kanton Fénétrange. Op 1 januari van dat jaar fuseerde het arrondissement met het arrondissement Château-Salins tot het arrondissement Sarrebourg-Château-Salins. Toen het kanton op 22 maart 2015 werd opgeheven werden Fénétrange opgenomen in het kanton Sarrebourg.

## Geografie
De oppervlakte van Fénétrange bedraagt 14,49 vierkante kilometer; Op 1 januari 2022 was de bevolkingsdichtheid 44,7 inwoners per km².
Het stadje ligt in Lotharingen aan de bovenloop van de Saar tussen Sarrebourg en Sarre-Union op de grens met de historische regio Elzas en vormt hiermee de grens van de Salzgau in het noordoosten. De Duitse stad Saarbrücken ligt op ongeveer 40 kilometer afstand, de Franse steden Nancy en Metz, beide gelegen aan de Moezel, liggen op respectievelijk 60 en 70 kilometer afstand. De gemeente Fénétrange vormt het meest oostelijke punt van het Regionale Natuurpark van Lotharingen.
Het station van Fénétrange lag aan de spoorlijn Berthelming-Sarreguemines.

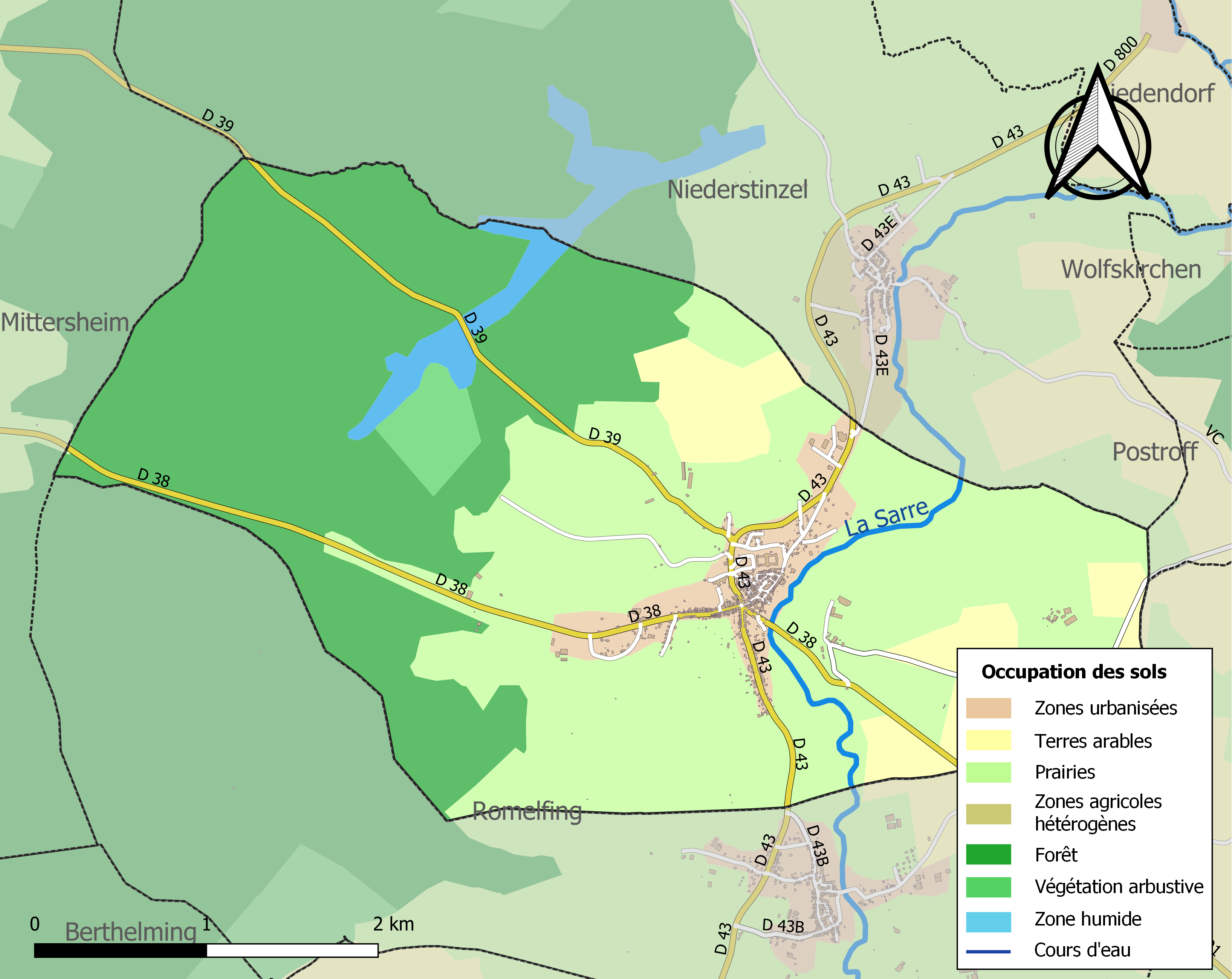
Kaart van de gemeente met de belangrijkste infrastructuur, bodemgebruik en omliggende gemeenten

## Demografie
Onderstaande figuur toont het verloop van het inwonertal.
Assenoncourt · Avricourt · Azoudange · Bébing · Belles-Forêts · Berthelming · Bettborn · Bickenholtz · Buhl-Lorraine · Desseling · Diane-Capelle · Dolving · Fénétrange · Fleisheim · Foulcrey · Fribourg · Gondrexange · Gosselming · Guermange · Haut-Clocher · Hellering-lès-Fénétrange · Hertzing · Hilbesheim · Hommarting · Ibigny · Imling · Kerprich-aux-Bois · Langatte · Languimberg · Mittersheim · Moussey · Niederstinzel · Oberstinzel · Postroff · Réchicourt-le-Château · Réding · Rhodes · Richeval · Romelfing · Saint-Georges · Saint-Jean-de-Bassel · Sarraltroff · Sarrebourg · Schalbach · Veckersviller · Vieux-Lixheim